# Vandemoortele
Die Vandemoortele Europe NV ist die Konzernobergesellschaft der Vandemoortele-Gruppe, einer nicht börsennotierten Aktiengesellschaft (Naamloze vennootschap, NV) mit Hauptsitz in Gent (Belgien). Das 1899 gegründete Unternehmen befindet sich vollständig im Besitz der Familie Vandemoortele.
Vandemoortele produziert und vertreibt tiefgekühlte Backwaren, Patisserie und Vienoisserie sowie Margarinen, Fette und Öle. Die Unternehmensgruppe Vandemoortele ist mit 34 Produktionsstandorten in 12 europäischen Ländern aktiv.
Die deutsche Zweigniederlassung der Vandemoortele Europe NV hat ihren Hauptsitz im ostwestfälischen Herford. Von dort erfolgt der Vertrieb aller Produkte für Deutschland und Österreich.

## Geschichte
Vandemoortele wurde 1899 im belgischen Izegem gegründet. Ab 1958 expandierte das Unternehmen im europäischen Ausland. Von 1969 bis 2009 gab es verschiedene Neugründungen, Übernahmen und Joint Ventures (u. a. Meylip, Hobum, Vamo Mills, Vamix, Alpro, Croustifrance, Sobrie, Cottes, Gourmand Polen, Panavi). 2009 veräußerte das Unternehmen sein Soja-Geschäft (Alpro) an den US-amerikanischen Produzenten Dean Foods. Man beschloss, sich fortan auf die Kernbereiche Backwaren und Lipide (Fette) zu konzentrieren. Im Jahr 2010 übernahm die Vandemoortele das Margarine- und Fette-Geschäft von Van Dijk Food Products.
1969 übernahm die Vandemoortele-Gruppe das Unternehmen Meyer-Lippinghausen aus Herford, das vorher in Familienbesitz gewesen war. Es wurde in „Meylip“ umbenannt und belieferte ab 1980 das Bäckerei- und Konditorenhandwerk in Deutschland und Österreich. Nach der deutschen Wiedervereinigung investierte Vandemoortele in vier von der Treuhandanstalt übernommene Produktionsstätten in Dresden (Dresdner Margarinewerk), Riesa, Rostock und Dommitzsch. In Hamburg-Harburg erwarb man 1998 die Hobum Öle und Fette GmbH, die seit über 100 Jahren mit Fetten und Ölen handelt. Seit Juni 2014 werden drei bisher eigenständige Bereiche unter dem Dach einer gemeinsamen Gesamtgesellschaft mit beschränkter Haftung zusammengefasst. Im Zuge dieser Zusammenführung änderte die ‚Meylip Nahrungsmittel GmbH‘ ihren Namen in ‚Vandemoortele Deutschland GmbH‘. Außerdem wurden die jeweiligen Vertriebsbereiche der ‚Hobum Öle und Fette GmbH‘ Hamburg und der ‚Vandemoortele Lipids Werke GmbH‘ Dresden auf die ‚Vandemoortele Deutschland GmbH‘ übertragen.

## Produkte
Während Vandemoortele in den Benelux-Ländern überwiegend mit dem Lebensmitteleinzelhandel zusammenarbeitet, ist Vandemoortele in Deutschland und Österreich hauptsächlich im Business-to-Business-Geschäft und im Handelsmarkengeschäft mit Discountern tätig.
1980 präsentierte Meylip als erster Anbieter tiefgekühlte Donuts und etwas später auch tiefgekühlte Teiglinge aller Verarbeitungsstufen.

### Marken
Zu den Marken des Unternehmens gehören:
- Les Pains Pérènes de Roland Cottes (Brot)
- Sojola (Brotaufstriche und Öle)
- The Original Doony’s (Backwaren)

- Frimax (Fette und Öle)
- Risso (Fette und Öle, Soßen)
- Likrema (Fette und Öle)
- St.Allery
- Gold Cup (Margarine und Fette)
- Landerna
- Sonja (Margarine)
- Banquet D’or

Unter der Marke monarc produziert das Unternehmen für die Aldi-Gruppe und unter Vita D´or für Lidl.